# Осипово (Смоленская область)
Осипово — деревня в Тёмкинском районе Смоленской области России. Входит в состав Кикинского сельского поселения. Население — 3 жителя (2007 год). 
Расположена в восточной части области в 16 км к северо-западу от Тёмкина, в 24 км юго-восточнее автодороги М1 «Беларусь», на берегу реки Жижала. В 1,5 км юго-восточнее деревни расположена железнодорожная станция О.п. 36-й км на линии Вязьма — Калуга. 

## История
Крайняя дата упоминания в систематических списках 1811 год. В Списке населенных мест за 1859 год под номером 11914 - в деревне Осипово было всего 7 дворов с населением 52 человек (24 м.п. и 28 ж.п.) с положением при речке Жижале, являлась владельческим сельцом. В Списке населенных мест за 1904 год: дворов - 8, число жителей 19 (8 м.п. и 11 ж.п.),являлась владельческой усадьбой, относилась к Кикинской волости.
В годы Великой Отечественной войны деревня была оккупирована гитлеровскими войсками в октябре 1941 года, освобождена в марте 1943 года.